# Rapport de Novossibirsk
Le rapport de Novossibirsk était le nom donnée en Occident à un document classifié (« à usage interne uniquement ») préparé sous la direction de Tatiana Zaslavskaïa de l'Institut d'économie de Novossibirsk et présenté lors d'un séminaire fermé en avril 1983, au cours duquel des sociologues discutèrent des problèmes économiques et sociaux du pays.
Divulgé par le Washington Post, il est publié par le journal en août 1983.
Il est souvent considéré comme un prélude à la perestroïka en URSS.

## Contenu du rapport
Zaslavskaïa et ses collègues soulignent dans ce rapport que le système économique soviétique est en retard par rapport aux forces productives modernes. Le document affirme que la centralisation excessive de l'économie soviétique, héritée de l'époque stalinienne, empêchait une utilisation efficace des ressources humaines et intellectuelles. Il mentionne que le système centralisé ne peut pas répondre aux besoins d'une main-d'œuvre mieux éduquée et plus informée, qui est de plus en plus consciente de ses droits et de ses intérêts économiques.

## Impact
Le rapport eu un impact significatif, notamment parce qu'il reconnaissait la subjectivité des travailleurs et la diversité des intérêts au sein de la société soviétique. Zaslavskaïa proposait une transition vers des méthodes économiques plus décentralisées et des réformes pour améliorer la motivation des travailleurs.
Le document est interdit en URSS, mais certains passages ont été publiés dans le Washington Post en 1983, ce qui a valu à Zaslavskaïa une reconnaissance internationale, bien qu'elle ait été critiquée par le parti et le KGB. Ses idées ont influencé Mikhaïl Gorbatchev, qui a adopté des termes et concepts clés comme « perestroïka » et « facteur humain » lorsqu'il a initié ses propres réformes dans les années 1980. Cependant, bien que le rapport ait eu une portée critique, il restait fidèle à l'idée de réforme au sein du système socialiste sans remettre en cause l'État centralisé.